# Sparaxis grandiflora
Sparaxis grandiflora es una especie de planta bulbosa perteneciente a la familia de las iridáceas. Es originaria de la Provincia del Cabo en Sudáfrica. 

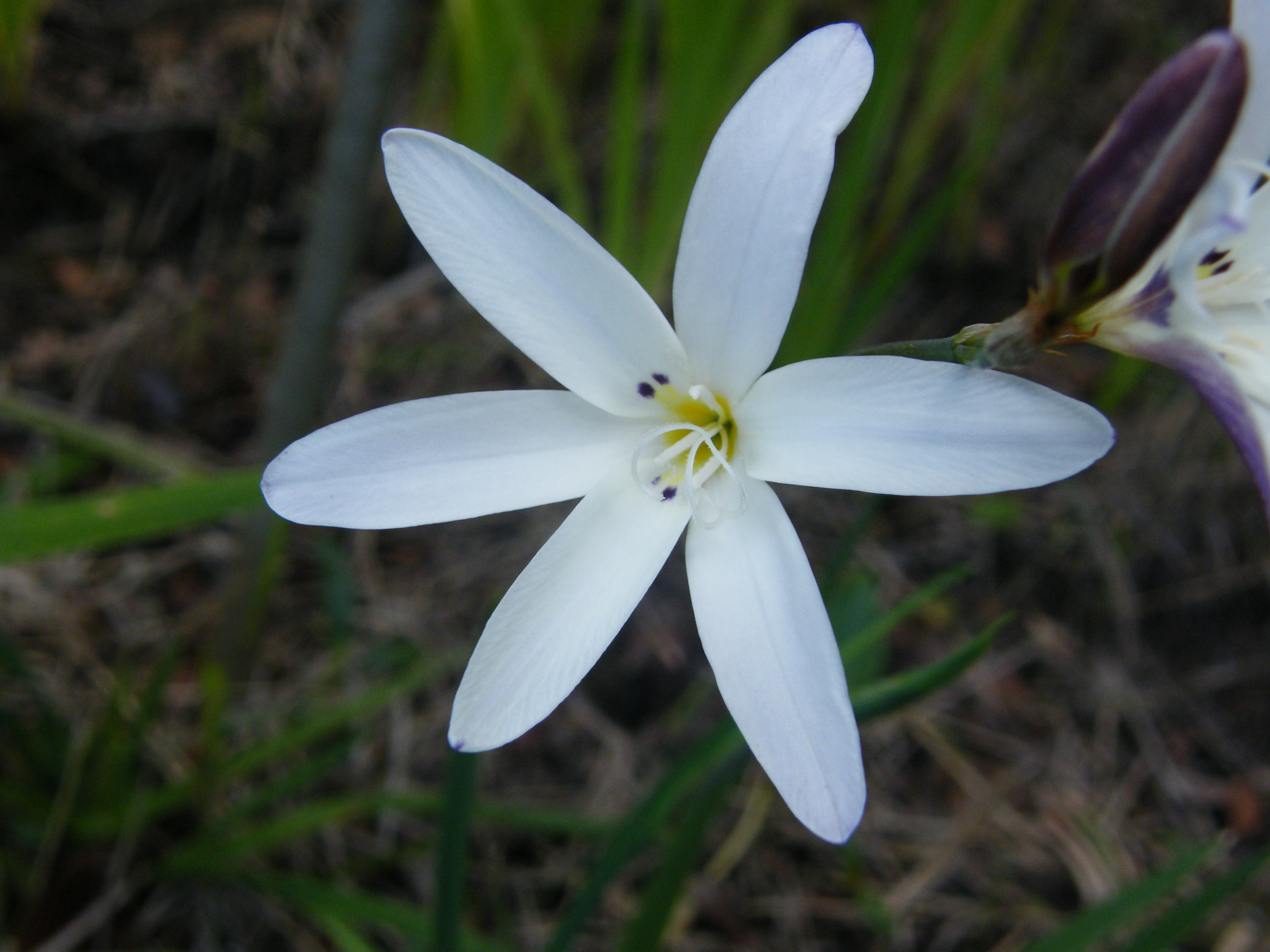
Flor

## Descripción
Sparaxis grandiflora, es una planta herbácea perennifolia, geofita que alcanza un tamaño de 0.1 - 0.25 m de altura. Se encuentra a una altitud de ? - 1524 metros en Sudáfrica.

## Distribución
Sparaxis grandiflora, es una especie del noroeste y suroeste de la Provincia del Cabo en Sudáfrica con tres subespecies reconocidas. Se encuentra generalmente en pisos y pendientes de arcilla.

## Taxonomía
Sparaxis grandiflora fue descrita por (D.Delaroche) Ker Gawl. y publicado en Annals of Botany 1: 225. 1804
Etimología
Sparaxis: nombre genérico que deriva de las palabras griegas:
sparasso, que significa "romper", y alude a la forma de las brácteas florales

grandiflora: epíteto latíno que significa "con flores grandes"
Variedades aceptadas
- Sparaxis grandiflora subsp. acutiloba Goldblatt
- Sparaxis grandiflora subsp. fimbriata (Lam.) Goldblatt
- Sparaxis grandiflora subsp. violacea (Eckl.) Goldblatt

Sinonimia
- Belamcanda aristata Moench
- Belamcanda semiflexuosa Moench
- Ixia aristata Aiton
- Ixia aristata var. atropurpurea Andrews
- Ixia grandiflora D.Delaroche
- Ixia holosericea Jacq.
- Ixia lacera L. ex Roem. & Schult.
- Ixia uniflora L.
- Sparaxis atropurpurea Klatt
- Sparaxis grandiflora subsp. grandiflora
- Sparaxis grandiflora var. stellaris (D.Don) Baker
- Sparaxis meleagris Eckl.
- Sparaxis miniata Klatt
- Sparaxis stellaris D.Don[6][7]